# Johann Georg von Einsiedel
Johann Georg von Einsiedel (ur. 18 grudnia 1730 w Dreźnie, zm. 21 czerwca 1811 w Rybarzowicach) – saski polityk.
Jego ojcem był marszałek dworu Johann George von Einsiedel (1692-1760), a matką hrabina Eva Charlotte Friederike von Flemming z potężnego rodu Flemming.
Johann Georg już za młodu służył na dworze saskim. Był na placówce dyplomatycznej w Petersburgu w roku 1748, gdzie pozostał do roku 1762, a w 1763 został posłem saskim w Londynie. W latach 1763–1766 był ministrem wojny i spraw wewnętrznych, a więc najważniejszym saskim ministrem. Na stanowisko to powołał go krótko panujący elektor saski Fryderyk Krystian Wettyn.